# Žaluji
Žaluji je trilogie, v níž Antonín Kratochvil shrnul nejznámější a nejkřiklavější případy zvůle a zločinů proti lidskosti páchaných československou komunistickou justicí a státními orgány v 50. letech 20. století. Byla sepsána v letech 1973-1977 a ve své době byla nejúplnějším shrnutím daného tématu, které existovalo. Vyšla v rámci exilové literatury, malé množství těchto knih pak bylo propašováno do Československa, kde byla trilogie zařazena mezi podvratnou literaturu a její držení bylo trestáno vězením. Po sametové revoluci a pádu komunistické diktatury vyšly v Československu všechny tři díly v roce 1990.
I přesto, že již pro témata, která pokrývá, existuje řada podrobnějších a odbornějších prací, je Žaluji stále považováno za jedno ze stěžejních děl zabývajících se komunistickými zločiny, unikátní pro svůj záběr a jasné poselství, které přináší.

## Díly
- Žaluji 1. Stalinská justice v Československu, vyšlo 1973 v Mnichově, 1990 v Praze
  - zabývá se metodami československé stalinské justice, StB a zacházením s politickými vězni
- Žaluji 2. Vrátit slovo umlčeným, vyšlo 1975 v Haarlemu, 1990 v Praze
  - zabývá se osudem československé inteligence a její systematickou likvidací
- Žaluji 3. Cesta k sionu, vyšlo 1977 v Haarlemu, 1990 v Praze
  - zabývá se čistkami ve školství a jeho ideologizací, snahami o potlačení a likvidaci církví a Babickým případem